# دراكوهورس
الدراكوهورس (الاسم العلمي: Dracohors) وتعني "التنانين الخيلية"، وهي مجموعة من الأركوصورات الديناصورية الشكل التي تشمل الديناصورات والسيليصوريات. أقدم الدراكوهورسات المعروف هي الأسيليصور [الإنجليزية]، يعود تاريخها إلى حوالي 245 مليون سنة مضت، في مرحلة الأنيسي في فترة الثلاثي الأوسط.